# 座頭
座頭（ざとう）は、江戸期における盲人の階級の一つ。またこれより転じて按摩、鍼灸、琵琶法師などへの呼びかけとしても用いられた。今日のような社会保障制度が整備されていなかった江戸時代、幕府は障害者保護政策として職能組合「座」（一種のギルド）を基に身体障害者に対し排他的かつ独占的職種を容認することで、障害者の経済的自立を図ろうとした。

## 由来 - 当道座
元々は平曲を演奏する琵琶法師の称号として呼ばれた「検校（）」、「別当（）」、「勾当（）」、「座頭（）」に由来する。
古来、琵琶法師には盲目の人々が多かったが、『平家物語』を語る職業人として鎌倉時代頃から「当道座」と言われる団体を形作るようになり、それは権威としても互助組織としても、彼らの座（組合）として機能した。その中で定められていた集団規則によれば、彼らは検校、別当、勾当、座頭の四つの位階に、細かくは73の段階に分けられていたという。これらの官位段階は、当道座に属し職分に励んで、申請して認められれば、一定の年月をおいて順次得ることができたが、大変に年月がかかり、一生かかっても検校まで進めないほどだった。金銀によって早期に官位を取得することもできた。
江戸時代に入ると当道座は盲人団体として幕府の公認と保護を受けるようになった。この頃には平曲は次第に下火になり、それに加え地歌三味線、箏曲、胡弓等の演奏家、作曲家や、鍼灸、按摩が当道座の主要な職分となった。結果としてこのような盲人保護政策が、江戸時代の音楽や鍼灸医学の発展の重要な要素になったと言える。また座頭相撲など見せ物に就く者たちもいたり、元禄頃から官位昇格費用の取得を容易にするために高利の金貸しが公認されたので、悪辣な金融業者となる者もいた。
当道に対する保護は、明治元年（1868年）に廃止されたという。